# Bamberg
 Der er for få eller ingen kildehenvisninger i denne artikel, hvilket er et problem. Du kan hjælpe ved at angive troværdige kilder til de påstande, som fremføres i artiklen.

Bamberg er en by i Franken i fristaten Bayern. Byen har et areal på 54,58 km² og havde 77.592 indbyggere (2018). Den er sæde for et universitet og et katolsk ærkebispedømme og er desuden en vigtig øl- og forvaltningsby. Bambergs maleriske, middelalderlige og barokke gamle bydel med blandt andet Bamberg domkirke hører til UNESCO's liste over verdens kulturarv.

## Geografi og demografi
Den frankiske kejser- og bispeby ligger i det frugtbare område mellem floden Regnitz' to arme. 6,8 km nord for bymidten løber den ud i floden Main. Bamberg ligger også ved den nordlige ende af Main-Donau-Kanalen, der forbinder Europas to store flodsystemer Rhinen og Donau. Regnitzdalen strækker sig mod syd indtil Fürth, i øst ligger det Fränkische Schweiz, i nordøst og vest dalen Maintal, i nordvest Naturpark Haßberge og i vest Steigerwald. Byen grænser til kommunerne (fra nord) Gundelsheim, Memmelsdorf, Litzendorf, Strullendorf, Pettstadt, Stegaurach, Bischberg, Oberhaid og Hallstadt.
Byområdet har et areal på 54,58 km². Fra nord til syd er der 9,6 kilometer, fra øst til vest 9,7 kilometer. Den gamle by ligger på øen mellem begge Regnitzarme og vest for den venstre Regnitzarm domkirkemuseet Domberg. Senere bredte byen sig særlig mod øst.
I middelalderen og i den tidlige nyere tid faldt indbyggertallet på grund af krige, epidemier og hungersnød. Under Trediveårskrigen var der i 1648 7.000 indbyggere. Før krigen var der 12.000. Med den begyndende industrialisering i det 19. århundrede steg befolkningstallet. I 1811 boede 17.000 mennesker i byen, i 1900 var der 42.000.
Indtil 1939 steg befolkningstallet til 59.000. Kort efter den 2. verdenskrig kom der på få måneder 16.000 flygtninge og fordrevne fra de østlige tyske områder til byen og i december 1945 var indbyggertallet på 75.000. 1953 steg indbyggertallet til 77.000. Indtil juni 1972 sank det til 69.000. Kommunesammenlægningen den 1. juli 1972 bragte 7.207 og dermed over 76.000 indbyggere. i 2013 havde byen 71.167 indbyggere.

## Historie
Byen nævnes første gang i 902. Kejser Henrik 2.  grundlagde i 1007 Fyrstebispedømmet Bamberg for at fremme omvendelsen af folkene øst for Bamberg til kristendommen.  Samme år oprettede han Bambergs første domkirke, men den brændte to gange og blev erstattet af Bamberg domkirke fra det 13. århundrede. I kort tid var byen centrum i det tysk-romerske rige. Henrik og hans hustru Kunigunde er begravet i katedralen.
I januar 1430 rykkede den reformistiske bevægelse hussitterne ind i Bamberg. Domkapitlet flygtede med kirkeskatten (i dag i "Diözesanmuseum Bamberg") til borgen Giechburg mellem Bamberg og Bayreuth, biskoppen trak sig tilbage til Kärnten. De velhavende borgere flygtede til Forchheim og Nürnberg. Hussitterne indtog dog ikke Bamberg. Da de havde erobret nabobyen Scheßlitz, plyndrede de i Bambergs tilbageblevne håndværkere, daglejere og bønder; først vinkældrene og derefter borgehusene og klostrene. Kort efter forhandlede kurfyrst Frederik 1. af Brandenburg og hussitter-hærføreren Andreas Prokop (1380-1434), på borgen Zwernitz sig til en våbentilstand og Bamberg betalte 12.000 sydtyske gylden i løsepenge og undgik at blive brandbeskattet.
"Bamberger Immunitätenstreit" fra 1430 til 1446 var en langvarig magtkamp mellem Domkapitel, biskop og byen om bosættelsesretten. Bygningen af den nye bymur efter hussitter-indtoget 1430 gjorde det nødvendigt at integrere araeler til den nye bymur. I den "Goldenen Bulle" fra 1431 beordrede kejser Sigismund (regerede 1411-1437) stridighederne mellem byen og "Immunitäten", så den biskoppelige byret og gav den nye bykommune retten til at selv beskatte borgerne. Disse regler gjorde, at det katolske præsteskab (Domkapitel) fik mindre indtægter og dermed forårsagede en lang konflikt, delvis krig. Striden førte til afsættelse og en kortvarig afmatning af to biskopper og endte i indenbys stridigheder mellem de gamle borgere og beboerne i "Immunitäten". På langt sigt lykkedes det dog at integrere immunitetsområderne i byen. Immuniterne bestod til begyndelsen af det 18. århundrede.
1507 trådte loven „Constitutio Criminalis Bambergensis“ i kraft, der blandt andet fastlagde at straffen for hekseri var heksebrænding. Over 880 personer blev henrettet som hekse i Bamberg til 1632. Først da svenske tropper) i februar 1632 marcherede ind i byen ophørte hekseforfølgelserne. Fyrstebiskop Johann Georg II. Fuchs von Dornheim flygtede til Kärnten og døde der i 1633.
I Trediveårskrigen (1618 til 1648) blev byen invaderet af svenske tropper, i Syvårskrigen (1756–1763) af preussiske og omkring 1806 af kejser Napoleons tropper.
I 1647 blev byens universitet grundlagt som Academia Bambergensis. Universitetets navn er i dag Otto-Friedrich-Universität.
Under fyrstebiskopperne Lothar Franz von Schönborn (1693–1729) og Friedrich Karl von Schönborn-Buchheim (1674–1746) oplevede byen i baroktiden en kulturel blomstring.
Byen og stiftkirken blev under "Freden i Lunéville" den 9. februar 1801 givet til Kurfyrstendømmet Bayern og stillet i udsigt som kompensation for tabet af Pfalz til Frankrig. Den 2. september 1802 erklærede Bayern Fyrstebiskopdømmet Bamberg en bayersk provins. Fyrstebiskop Christoph Franz von Buseck (1724-1805) trak sig tilbage og beseglede dermed Bambergs selvstændighed.
I de følgende århundreder var Bamberg styret af sine fyrstebiskopper, som opførte en række monumentale bygningsværker.
Den 27. februar 1784 blev husene ved flodbredden i midtbyen oversvømmet. Flere broer blev også beskadiget.
Under den Martsrevolutionen i årene 1848/49 var Bamberg en demokratisk højborg og regeringen i München anså den for at være radikal.
Den 25. og 26. maj 1854 afholdt otte tyske middelstater (Kongeriget Bayern, Kongeriget Sachsen, Kongeriget Hannover (1814-1866), Kongeriget Württemberg, Staten Baden (1806-1871), Kurfyrstedømmet Hessen (1815-1866), Storhertugdømmet Hessen og Hertugdømmet Nassau) i Bamberg Bambergerkonferencen, som handlede om deres stillingstagen til de to stormagter Østrig og Preussens stridigheder med det Osmanniske Rige.
Efter første verdenskrig, da kommunisterne greb magten i dele af Bayern og udråbte en sovjetrepublik under navnet Den bayerske rådsrepublik, flygtede den bayerske regering den 7. april 1919 fra München til Bamberg, hvor den opholdt sig til frikorpsene og regeringshæren den 31. maj 1919 havde generobret hovedstaden. Den 14. august 1919 blev i Bamberg Bayerns første demokratiske forfatning "Bambergerforfatningen" undertegnet.
Også i Bamberg overtog nazipartiet NSDAP magten, og mange borgere deltog i forfølgelsen af de jødiske medborgere. Den jødiske jurist Wilhelm Aron (1907-1933) blev den 10. marts 1933 indsat i beskyttelsesarrest og  den 19. maj 1933 myrdet i koncentrationslejren Dachau. Seks uger efter nazisternes bogbrænding, den 10. maj 1933 i Berlin, blev der i Bambergs folkepark brændt bøger. Nazisternes bogbrænding var en kampagne iværksat af myndighederne i Nazi-Tyskland for at brænde bøger, som ikke var overens med nazisternes ideologi. Den i 1910 færdigbygget Bamberger Synagoge blev ødelagt under Krystalnatten den 9. november 1938. fra november 1941 begyndte man at deportere de i Bamberg boende jøder. Den jødiske kirkegård blev nedlagt. I alt døde 630 jøder født i Bamberg, eller som havde boet der gennem længere tid, på grund af den nationalsocialistiske jødeforfølgelse.
Den 14. april 1945 blev Bamberg indtaget af amerikanske tropper. Fra den tyske side var der kun minimal militær modstand efter amerikansk artilleribeskydning. I alt blev 23 tyske soldater og civile dræbt.

## Højvande
Floden Regnitz' vekslende vandføring har i århundreder været en trussel mod byen. I juli 1342 rev et højvande en bro med sig. Et af de største højvande var i februar 1784, som ødelagde mange huse og broer i bymidten. I 1756 blev den nybyggede Seesbrücke ødelagt.
I byområdet er der højvandsmærker i Langen Straße, am Hochzeitshaus, in der Fischerei, am Weegmannufer ved siden af broen Luitpoldbrücke og an der Walkmühle.  Ved an der Walkmühle kan man se højvandsmærket fra det sidste store højvande i 2004. Som beskyttelse mod højvande blev der i 1964 bygget sluser ved Jahnwehr Bug.

## Klima
| Vejr for Bamberg                  | Vejr for Bamberg | Vejr for Bamberg | Vejr for Bamberg | Vejr for Bamberg | Vejr for Bamberg | Vejr for Bamberg | Vejr for Bamberg | Vejr for Bamberg | Vejr for Bamberg | Vejr for Bamberg | Vejr for Bamberg | Vejr for Bamberg | Vejr for Bamberg |
|                                   | Jan              | Feb              | Mar              | Apr              | Maj              | Jun              | Jul              | Aug              | Sep              | Okt              | Nov              | Dec              | År               |
| --------------------------------- | ---------------- | ---------------- | ---------------- | ---------------- | ---------------- | ---------------- | ---------------- | ---------------- | ---------------- | ---------------- | ---------------- | ---------------- | ---------------- |
| Gennemsnitlig maks °C             | 2,9              | 4,7              | 9,5              | 14,8             | 19,7             | 22,5             | 24,9             | 24,5             | 19,8             | 14,1             | 7,3              | 3,6              | 14               |
| Gennemsnitlig min °C              | −3,2             | −3               | 0,2              | 3,1              | 7,6              | 10,7             | 12,7             | 12,2             | 8,6              | 5                | 1,2              | −1,8             | 4,4              |
| Gennemsnitlig nedbør mm           | 47               | 39               | 49               | 42               | 64               | 61               | 78               | 55               | 57               | 51               | 52               | 55               | 650              |
| Kilde (27. februar 2019): TurVejr |                  |                  |                  |                  |                  |                  |                  |                  |                  |                  |                  |                  |                  |

## Uddannelse
Bambergs universitet, Otto-Friedrich-Universität, tilbyder uddannelser indenfor bl.a. humaniora i historiske bygninger i byens centrum, samfundsvidenskab og økonomi i nyere bygninger i byens udkant.
Desuden er der flere grund- og realskoler, flere gymnasier og faghøjskoler.

## Seværdigheder
Bamberg domkirke viet til Sankt Peter og Sankt Georg er en af de tyske kejserdomkirker og med sine fire tårne det dominerende bygningsværk i den gamle bydel. I kirken findes den berømte Bambergrytter, graven til det eneste helgenkårede kejserpar i det tysk-romerske rige (Henrik 2. og Kunigunde) og den eneste pavegrav (Pave Clemens 2.) nord for Alperne. Kirken er som en del af Bamberg indre by fra 1993 på UNESCO's liste over verdens kulturarv.
Alte Hofhaltung er et historisk bygningskompleks fra det 15. århundrede, som består af tidligere beboelse og erhversbygninger. I 15- og 1600-tallet var det bisperesidens. Forløberen for "Alten Hofhaltung" var Castrum Babenberg og omfattede siden bispedømmets grundlæggelse i 1007 biskoppens beboelse. Efter at bygningen af Domberg var færdig, stod Alte Hofhaltung, der i sin kerne stadig har rester af palads og kapellet fra det 11. århundrede, mellem domkirken i syd og det nye residens i nord. Efter fyrstebiskoppens flytning til et nyt palads blev bygningen benyttet som kancelli, bibliotek og rådstue. I dag huser bygningerne foruden Katharinenkapellet det historiske bymuseum. Katharinenkapellet benyttes i dag til vielser og hver lørdag - søndag fra maj til oktober opføres der et spil om byens 1000 årige historie. Om sommeren afvikles ligeledes hvert år Calderon-festspillene.
Neue Residenz er en fredet flerfløjet sandstensbygning ved domkirkepladsen. Det var det tidligere sæde for fyrstebiskopperne i Bamberg. I dag rummer bygningen et bibliotek og galleri.
Alte Rathaus bygget 1386 midt i floden Regnitz er tilgængelig fra to broer. Det gamle rådhus er en af den historiske indre bys betydeligste bygningsværker. Vartegnet symboliserer datidens herskabsgrænser mellem det biskoplige Bamberg og den borgelige indre by. Bygningen rummer i nutiden en porcelænssamling.
Klein-Venedig (Lille Venedig), er en koloni af maleriske fiskerboliger fra det 17. århundrede på østbredden af floden Regnitz. De farverige bindingsværkshuse med egne forhaver og anlægspladser ligger i en lang række langs floden. Med udflugtsskibe kan man sejle direkte forbi dem.

## Teatre og museer
- E.T.A.-Hoffmann-Theater, E.T.A-Hoffmann-Platz 1, er grundlagt 1802 og opkaldt efter E.T.A. Hoffmann.
- Bamberger Marionettentheater, Untere Sandstraße 30, er et tidligere privat marionetteater. I dag drives det af foreningen "Verein Freunde des Bamberger Marionettentheaters e. V."
- Puppenbühne Herrnleben, Luisenstraze 14, grundlagt 1945, er en af Tysklands traditionsrigeste dukketeatre. Hovedfiguren "Bamberger Kasperl" har siden 2009 været teatrets faste mærke.
- Historisches Museum, Domplatz 7, befinder sig i Renæssancebygningen "Alten Hofhaltung" i nærheden af Kaiserdom.
- Stadtgalerie Villa Dessauer, Hainstraße 4a, viser hovedsageligt moderne kunst.
- Sammlung Ludwig, Alte Rathaus, Obere Brücke 4, viser en af Europas største porcelænssamlinger.
- Bamberger Krippenmuseum, Obere Sandstraße 23, er et museum som viser julekrybber fra 25 lande.
- Fränkische Brauereimuseum, Michelsberg 10f, er et museum frankerne og deres øl. Museet rummer det tidligere benediktiner klosterbryggeri på Michelsberg. På et areal af 900 m² bliver over 1300 genstande udstillet.
- Diözesanmuseum, Domplatz 5, er et museum som udstiller genstande fra Bamberg domkirkes skatkammer. Der vises blandt andet også frankiske skulpturer fra sengotikken og religiøs folkekunst.
- Gärtner- und Häckermuseum, Mittelstraße 34, viser Bamberger-gartnernes have og vinkultur
- Missionsmuseum, Missionshaus Bug, Schlossstraße 30, rummer en stor samling af genstande fra Indien og Sydamerika og informerer om det nutidige informationsarbejde.
- Museum Kutz - Kommunikations- und Bürogeschichte, Am Kranen 12a, viser på omkring informationstavler og i vitriner kommunikations- og kontorhistorie.
- Museum für Frühislamische Kunst, Austraße 29, . Det i 1994 åbnede museum viser en omfangsrig samling af kunst fra den første islamiske tid.
- Naturkunde-Museum Bamberg, Fleischstraze 2, viser i flere afdelinger temaer fra geologi, mineralogi, jordbundslære, palæontologi og zoologi.
- Polizeigeschichtliche Sammlung Bayern, Pödeldorfer Straße 77, viser, uniformer, udrustningsgenstande, tjenestegrads- og andre tegn, tjeneste- og kriminaltjenestemærker, orden og ærestegn, dokumenter og tjenestestempler og andet.

## Kulinariske specialiteter
I den traditionsrige ølby Bamberg ligger der stadig ni privatbryggerier, som sørger for et ganske enestående udvalg af øl. En særlig specialitet er den bambergske Rauchbier (røget øl), som produceres af to af bryggerierne.
en halv
En af Bambergs specialiteter er "Bamberger Hörnla" som er et croissant-lignende bagværk . Den er kendt i Oberfranken under navnet „Bamberger“. I Bamberg og omegn kaldes bagværket „Hörnchen“ eller „Hörnla“. De originale Bamberger Hörnchen er baseret på en let, med mælk fremstillet gærdej, som hæver natten over. 1977 bestemte Landgericht Bamberg at Bamberger Hörnchen kun må bages med smør.
En anden specialitet er "Zwätschgabaamäs" en lufttørret okseskank, som har fået sit navn på grund af, at det er røget på blommetræ. Yderligere er byen Bamberg kendt for den frankiske "Schäuferla", svinebov, som krydres med salt, peber og kommen. Derefter lægges det i en bradepande sammen med småskåret rodfrugter og løg, der tilsættes lidt flæskefond og eventuelt lidt mørkt øl. Det steges ca. 3 timer i ovnen. Den færdige Schäufele løses let fra knoglerne og flæskesværen skal være sprød og gulbrun. Det serveres med den mørke stegesky, "kartoffelklößen" og blandet salat eller sauerkraut.
Siden det det 16. århundrede er der i Bamberg og omegn dyrket græsk sød-rod. I nutiden er Bamberg det eneste sted i det nordlige Europa, hvor denne plante dyrkes. Denne tradition bliver plejet af foreningen "Bamberger Süßholzgesellschaft", der støtter Bambergs gartnerier med dyrkningen.

## Biblioteker
- Staatsbibliothek Bamberg, Neue Residenz Domplatz 8, har en samling af over 1.000 middelalderhåndskrifter, bl.a. Bamberger Apokalypsen
- Universitätsbibliothek Bamberg, Feldkirchenstraße 21, er ansvarlig for litteratur- og informationsforsyningen til Bambergs universitet. Derudover har alle adgang til videnskabelige og erhvervsfaglige bøger
- Stadtbücherei Bamberg har foruden hovedbiblioteket, Obere Königstrasse 4a, også har filialerne: St. Kunigund (Dürrwächterstr. 29), St. Heinrich (Seehofstrasse 41) og Maria Hilf (Wunderburg 4)

## Personligheder
- Hegel arbejdede som redaktør i Bamberg og skrev Phänomenologie des Geistes
- Wilhelm Emil Messerschmitt, industrimand og flykonstruktør. Fra 1906 voksede han op i Bamberg, hvor hans forældre drev en vinhandel med vinstue

## Galleri
- St. Michael set fra rosenhaven
Foto: Richard Schubert
- Pfarrkirche St. Martin
Foto: Richard Schubert
- Neue Residenz
- St. Michael
- Bamberg domkirke: Bambergrytteren fra 1200-tallet
- Residenzschloss Geyerswörth er et slot i den indre by fra det 14. århundrede
- Statuen af Kaiserin Kunigunde ved Alten Rathaus" og ""das heller Haus"